# Dragnet (serie televisiva 1967)
Dragnet è una serie televisiva statunitense in 98 episodi trasmessi per la prima volta nel corso di 4 stagioni dal 1967 al 1970. È il seguito di Dragnet, serie trasmessa dal 1951 al 1959. La serie cambiò nome negli Stati Uniti per ogni stagione con l'aggiunta dell'anno di trasmissione della stagione al titolo (da Dragnet 1967 a Dragnet 1970).

## Personaggi
- sergente Joe Friday (98 episodi, 1967-1970), interpretato da Jack Webb.
- ufficiale Bill Gannon (98 episodi, 1967-1970), interpretato da	Harry Morgan.
- Carl Freeman (31 episodi, 1967-1970), interpretato da Don Ross.
- capitano Al Trembly (21 episodi, 1967-1969), interpretato da Clark Howat.
- capitano Hugh Brown (18 episodi, 1967-1970), interpretato da Art Balinger.
- sergente Al Vietti (16 episodi, 1967-1970), interpretato da Alfred Shelly.
- capitano Mert Howe (14 episodi, 1967-1970), interpretato da Art Gilmore.
- Ada Beale (13 episodi, 1967-1970), interpretata da	Virginia Gregg.
- dottor Harper (13 episodi, 1967-1970), interpretato da	Howard Culver.
- Alexander Middleton (13 episodi, 1967-1970), interpretato da Bert Holland.
- capitano Ken Green (9 episodi, 1967-1970), interpretato da	Len Wayland.
- Ray Murray (9 episodi, 1967-1970), interpretato da	Olan Soule.
- Ed Lovold (9 episodi, 1967-1970), interpretato da William Boyett.
- Alice Philbin (8 episodi, 1967-1970), interpretato da Peggy Webber.
- Clifford Ray alias Barney Regal (8 episodi, 1967-1970), interpretato da Stacy Harris.
- ufficiale Jim Reed (8 episodi, 1967-1968), interpretato da	Kent McCord.
- Axel Varney (8 episodi, 1967-1970), interpretato da Stuart Nisbet.

## Produzione
La serie, ideata da Jack Webb, fu prodotta da Dragnet Productions, Mark VII Ltd. e Universal TV e girata negli studios della Universal a Universal City, a West Hollywood e a Los Angeles in California. La voce del narratore nella versione originale è di John Stephenson. Tra i registi della serie è accreditato lo stesso [Jack Webb] (98 episodi, 1967-1970) così come lo è tra gli sceneggiatori (98 episodi, 1967-1970)

## Distribuzione
La serie fu trasmessa negli Stati Uniti dal 1967 al 1970 sulla rete televisiva NBC. In Italia è stata trasmessa su Rai 1 con il titolo Dragnet.
Alcune delle uscite internazionali sono state:
- negli Stati Uniti il 12 gennaio 1967 (Dragnet 1967, Dragnet 1968, Dragnet 1969 e Dragnet 1970)
- in Germania Ovest il 3 luglio 1968 (Polizeibericht)
- in Italia (Dragnet)
- in Finlandia (Nuotta)

## Episodi
| Stagione         | Episodi | Prima TV USA |
| ---------------- | ------- | ------------ |
| Prima stagione   | 17      | 1967         |
| Seconda stagione | 29      | 1967-1968    |
| Terza stagione   | 26      | 1968-1969    |
| Quarta stagione  | 26      | 1969-1970    |

## Saga diDragnet
La serie di Dragnet è partita come radiodramma il 3 giugno 1949 e si è poi dipanata attraverso vari seguiti e rifacimenti in serie televisive, film per il cinema e per la televisione dal 1951 al 2004 come segue:
- Dragnet - serie televisiva trasmessa dal 1951 al 1959 (inedita in Italia).
- Mandato di cattura (Dragnet) - film del 1954 diretto da Jack Webb.
- Dragnet (Dragnet 1967, Dragnet 1968, Dragnet 1969 e Dragnet 1970) - serie televisiva trasmessa dal 1967 al 1970.
- Dragnet 1966 - film per la televisione del 1969 diretto da Jack Webb.
- La retata (Dragnet) - film del 1987 diretto da Tom Mankiewicz.
- Dragnet (Dragnet o The New Dragnet) - serie televisiva trasmessa dal 1989 al 1990.
- Dragnet (Dragnet o L.A. Dragnet) - serie televisiva trasmessa dal 2003 al 2004.